# Gani Zhailauov
Gani Żajłauow (kaz: Ғани Жайлауов) est un boxeur kazakh né le 3 août 1985, à Aralsk (oblys de Kyzylorda).

## Carrière
Sa carrière amateur est notamment marquée par une médaille de bronze aux championnats du monde de Bakou en 2011 dans la catégorie poids légers.

## Palmarès

### Jeux olympiques
- Qualifié pour les Jeux de 2012 à Londres, Royaume-Uni

### Championnats du monde de boxe amateur
- Médaille de bronze en -60 kg en 2011 à Bakou, Azerbaïdjan